# Вежбно (Ниський повіт)
Вежбно (пол. Wierzbno, нім. Würben) — село в Польщі, у гміні Отмухув Ниського повіту Опольського воєводства.
Населення — 352 особи (2011).
У 1975-1998 роках село належало до Опольського воєводства.

## Демографія
Демографічна структура станом на 31 березня 2011 року:
|          | Загалом | Допрацездатний вік | Працездатний вік | Постпрацездатний вік |
| -------- | ------- | ------------------ | ---------------- | -------------------- |
| Чоловіки | 169     | 30                 | 126              | 13                   |
| Жінки    | 183     | 34                 | 110              | 39                   |
| Разом    | 352     | 64                 | 236              | 52                   |